# قدیس‌شدن

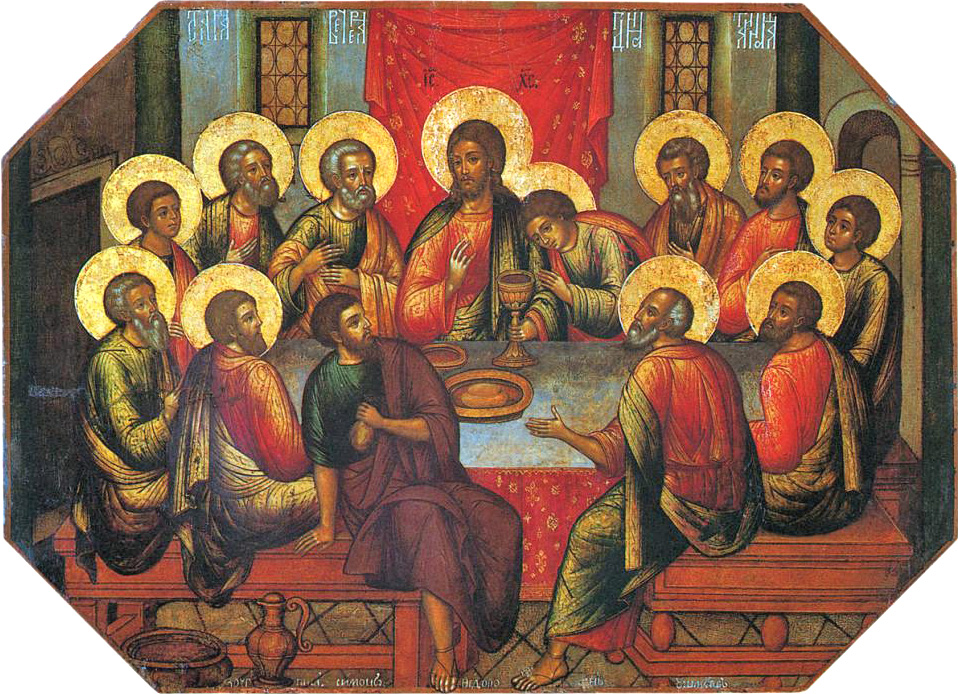
در عالم مسیحیت معمولاً در نقاشی‌های کشیده شده از قدیسان، هاله‌ای از نور قرار دارد.

قدیس‌شدن مراسمی رسمی، عمدتاً در کلیسای کاتولیک است که در آن یکی از اعضای درگذشته به مقام قدیس نایل می‌شود. در کلیسای اولیه مراسم امروزین وجود نداشت و شهدا توسط اسقف قدیس خوانده می‌شدند، تنها عمل جابجایی بقایای بدن شهید به کلیسا خود به منزلهٔ قدیس‌شدن می‌بود. از قرن دهم به تدریج مقامات کلیسا در این فرایند ورود بیشتری کردند، مثلاً در این زمان پاپ عهده‌دار درخواست‌ها شد. ژان پانزدهم اولین پاپی بود که سَن‌اولریخِ آوگسبورگ را قدیس اعلام کرد. در کلیسای ارتدکس شرقی قدیس‌شدن تنها جنبهٔ اعلامیهٔ رسمی دارد. اسقف تقاضا را بررسی کرده و کمیسیونی رأی نهایی را ابلاغ می‌کند. در کلیسای آنگلیکان، یک کمیسیون در سال ۱۹۵۰ منصوب شد که در سال‌های پس از آن مسئلهٔ قدیس‌شدن را برای اعضاء مورد بحث قرار دهد.

## فرایند قدیس‌شدن
این فرایند در کلیسای کاتولیک از سال ۱۹۸۳ بر طبق قانونی توسط ژان پل دوم آسانتر گردید. در حال حاضر قدیس‌شدن از چهار مرحله تشکیل شده‌است و از طرف تشکل احراز تقدس اعطا می‌شود.
- خدمتگزار خدا — یک لقب برای شخصی متوفی است که زندگی و آثارش توسط پاپ و کلیسای کاتولیک مورد تحقیق قرار گرفته تا به عنوان قدیس انتخاب شوند. معمولاً اسقفِ محل دفن یا وفات شخص، می‌تواند اجازه تحقیق در مورد فضایل فرد را پس از پنج سال درخواست کند.[۳]
- آمرزیده — این لقب با مشخص شدن فضایل والای شخص اعطا می‌شود.[۴][۵]
- متبرک (بئاتیفیه) — این لقب پس از اثبات کرامت اعطا شده و ورود شخص به بهشت اعلام می‌شود.[۶]
- قدیس — اگر پس از تبرک ثابت شود که کرامت دیگری از طریق شفاعت خداوند و پس از تاریخ بئاتیفیه رخ داده فرد، قدیس اعلام می‌شود.[۶]